# Euphorbia superans
Euphorbia superans är en törelväxtart som beskrevs av Gert Cornelius Nel och A.G.J.Herre. Euphorbia superans ingår i släktet törlar, och familjen törelväxter. Inga underarter finns listade i Catalogue of Life.